# Museo de la Ocupación Soviética (Tiflis)
El Museo de la Ocupación Soviética (en georgiano: საბჭოთა ოკუპაციის მუზეუმი, sabch’ot’a okupats’iis muzeumi) es un museo de historia en Tiflis, Georgia, en el que existe la documentación de las siete décadas de dominio soviético en Georgia (entre 1921 y 1991) y que está dedicado a la historia de la lucha contra la ocupación, el movimiento de liberación nacional de Georgia, y a las víctimas de la represión política soviética a lo largo de este período. Se estableció el 26 de mayo de 2006. El Museo es una parte del Museo Nacional de Georgia (MNG).